# 羅克朗恩 (阿拉巴馬州)
普羅克朗恩（英語：Rock Run）是一個位於美國阿拉巴馬州切羅基縣的非建制地區。該地的面積和人口皆未知。

## 地理
普羅克朗恩的座標為34°01′40″N 85°29′43″W / 34.02777°N 85.49527°W，而該地最高點為海拔高度223米（即732英尺）。